# Mladinski pevski zbor Vesna / Delavski pihalni orkester Zagorje ob Savi
Mladinski pevski zbor Vesna / Delavski pihalni orkester Zagorje ob Savi je studijski album Mladinskega pevskega zbora Vesna in Delavskega pihalnega orkestra Zagorje ob Savi, ki je izšel na glasbeni kaseti in vinilni plošči leta 1981 pri založbi ZKP RTV Ljubljana.
Vsaka sodelujoča zasedba je prispevala eno stran albuma.
Predstavitev sta napisala Metod Malovrh in Vlado Kojnik.

## Seznam posnetkov
| A stran: Mladinski pevski zbor »Vesna« Zagorje ob Savi | A stran: Mladinski pevski zbor »Vesna« Zagorje ob Savi | A stran: Mladinski pevski zbor »Vesna« Zagorje ob Savi | A stran: Mladinski pevski zbor »Vesna« Zagorje ob Savi |
| Št.                                                    | Naslov                                                 | Pisec                                                  | Dolžina                                                |
| ------------------------------------------------------ | ------------------------------------------------------ | ------------------------------------------------------ | ------------------------------------------------------ |
| 1.                                                     | „Zagorski zvonovi‟                                     | M. Tomc                                                | 1:38                                                   |
| 2.                                                     | „Bolno čedo‟                                           | S. Stojanović Mokranjac                                | 3:03                                                   |
| 3.                                                     | „Pojdam u rute‟                                        | M. Tomc                                                | 1:54                                                   |
| 4.                                                     | „Slavonska suita‟                                      | A. Weingerl                                            | 3:55                                                   |
| 5.                                                     | „Trojak in švadževečka‟                                | R. Beuermann                                           | 2:22                                                   |
| 6.                                                     | „Venček slovenskih ljudskih pesmi‟                     | R. Beuermann                                           | 3:50                                                   |

| B stran: Delavski pihalni orkester Zagorje ob Savi | B stran: Delavski pihalni orkester Zagorje ob Savi | B stran: Delavski pihalni orkester Zagorje ob Savi | B stran: Delavski pihalni orkester Zagorje ob Savi | B stran: Delavski pihalni orkester Zagorje ob Savi |
| Št.                                                | Naslov                                             | Glasba                                             | Priredba                                           | Dolžina                                            |
| -------------------------------------------------- | -------------------------------------------------- | -------------------------------------------------- | -------------------------------------------------- | -------------------------------------------------- |
| 1.                                                 | „Pozdrav iz Zagorja‟                               | T. Kuder                                           |                                                    | 2:20                                               |
| 2.                                                 | „Koračnica mladosti‟                               | E. Glavnik                                         |                                                    | 3:45                                               |
| 3.                                                 | „Sodobna koračnica‟                                | V. Vozem                                           |                                                    | 2:27                                               |
| 4.                                                 | „25. maj‟                                          | L. Leško                                           |                                                    | 2:20                                               |
| 5.                                                 | „Pionirska‟                                        | A. Fakin                                           |                                                    | 2:42                                               |
| 6.                                                 | „Bitka na Neretvi‟                                 | N. Kalogjera                                       | L. Leško                                           | 2:46                                               |
| Skupna dolžina:                                    | Skupna dolžina:                                    | Skupna dolžina:                                    | Skupna dolžina:                                    | 33:02                                              |

## Sodelujoči

### Mladinski pevski zbor »Vesna«Zagorje ob Savi
sodeluje na A strani albuma
- Rihard Beuermann – zborovodja
- Slavica Gregl – klavir

### Pihalni orkester SVEA Zagorje / Delavski pihalni orkester Zagorje ob Savi / Mladinski pihalni orkester Zagorje ob Savi
sodeluje na B strani albuma
- Edvard Eberl – dirigent

### Produkcija
- Jure Robežnik – urednik
- Marinka Strenar – producentka
- Marija Ostaševski Liberšar – producentka
- Tomaž Tozon – urednik in producent
- Borivoj Savicki – tonski mojster
- Matjaž Culiberg – tonski mojster
- Branko Škrajnar – tonski mojster
- Zoran Ažman – tonski mojster
- Kostja Gatnik – oblikovanje